# 善宝寺駅
善宝寺駅（ぜんぽうじえき）は、山形県鶴岡市大字下川にあった、庄内交通湯野浜線の駅（廃駅）である。湯野浜線廃止に伴い1975年（昭和50年）4月1日に廃止された。
なお、この項目では、駅跡に開設されていた善宝寺鉄道記念館についても記する。

## 歴史
- 1929年（昭和4年）12月8日：庄内電気鉄道の駅として開業。
- 1934年（昭和9年）5月14日：庄内電鉄の駅となる。
- 1943年（昭和18年）10月1日：庄内交通の駅となる。
- 1975年（昭和50年）4月1日：廃止。

## 駅構造
相対式ホーム2面2線の地上駅。列車交換ができる構造だったが、営業末期は全列車併合閉塞となり、電車は全て駅舎側のホームに発着していた。鶴岡方の農業倉庫沿いに側線があり、米や肥料等の貨物取り扱いをしていた。当駅の駅舎は近くにある善寳寺をモデルとしたものであった。

## 駅周辺
- 善寳寺
- 善宝寺郵便局

## 善宝寺鉄道記念館
善宝寺鉄道記念館は、湯野浜線廃止後、当駅に設けられていた鉄道保存展示施設で1978年（昭和53年）4月29日に開館した。当駅の駅舎を利用し湯野浜線の資料を展示していたほか、毎年5月5日には鉄道模型大運転会を開催していた。また構内には以下の車両が保存されていた。
- 庄内交通モハ3形
- 蒸気機関車 ※動輪のみ

しかし、駅舎や施設の老朽化及び入場者が減少したために土休日のみの営業になった後、1993年（平成5年）に閉館となった。閉館後も施設や車両は残されていたが、荒廃が進んだため、駅舎は2022年に取り壊しが決定し7月に解体工事の安全祈願が行われた。ホームと車両と動輪の処遇は未定。
閉館後、湯野浜温泉の「庄内クラフトステーション」に資料の一部が移されて公開していたが、併設されていたホテルが廃業となり、現在は見ることはできない。ちなみに「庄内クラフトステーション」は松ヶ岡開墾記念館に移転しているが、湯野浜線の資料はない。

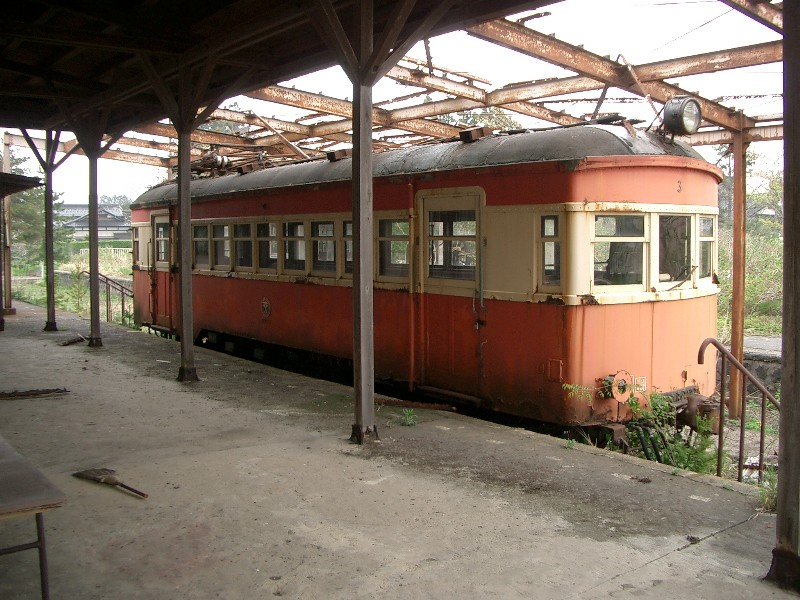
善宝寺駅に保存されているモハ3形（2007年4月）
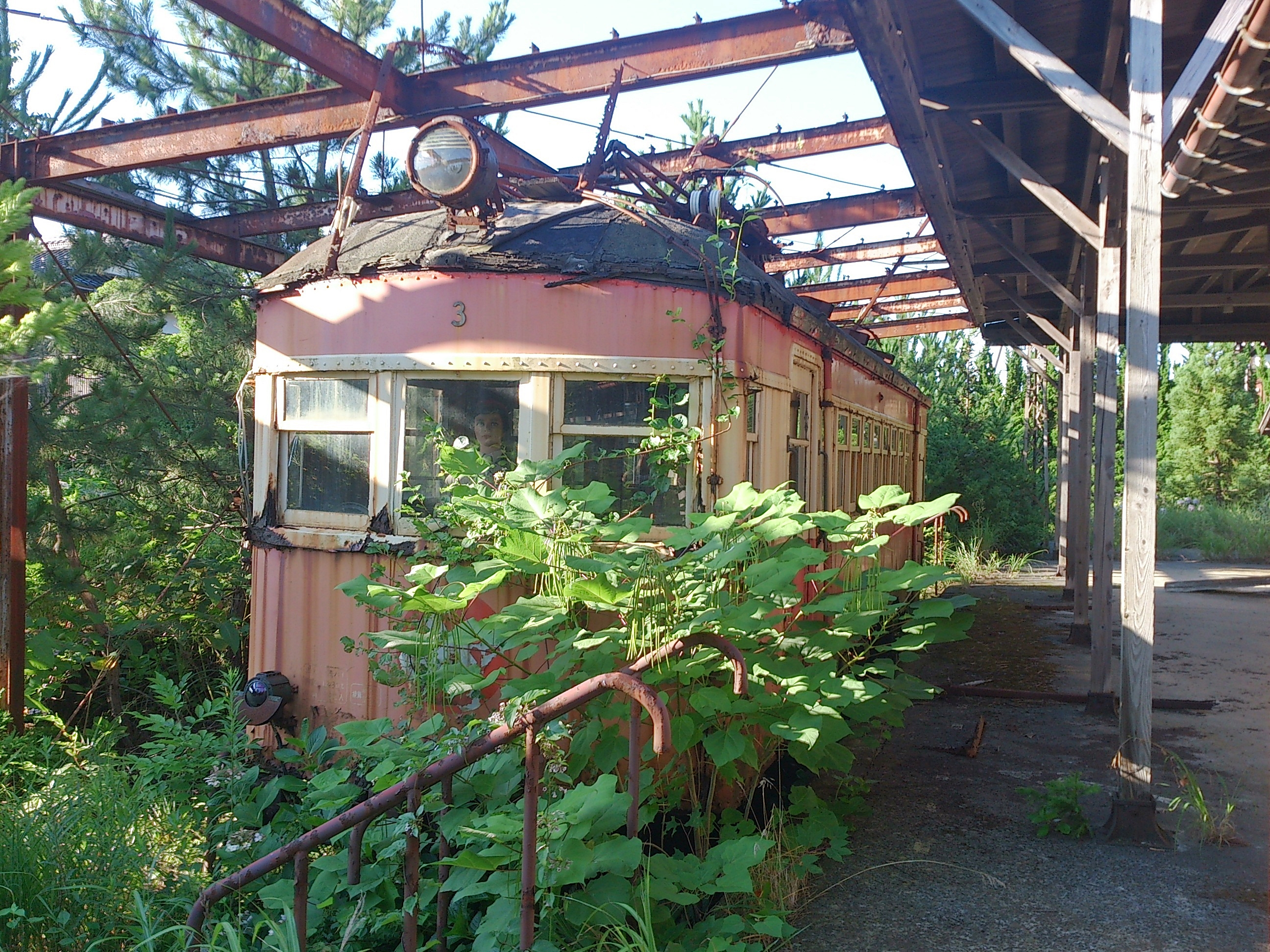
荒廃が進んだモハ3形（2014年8月、中央の窓にマネキンが写る）

## 跡地
旧湯野浜温泉駅から当駅までの廃線跡は自転車道として整備されている。

## 隣の駅
庄内交通
湯野浜線
北大山駅 - 善宝寺駅 - 七窪駅